# Jesu
Jesu (от слова Jesus, с англ. — «Иисус») — британский экспериментальный рок-проект, созданный Джастином Бродриком в 2003 году. В состав группы также входят музыканты Дайрмуид Дэлтон и Тэд Парсонс. Название проекта взято от одноимённой песни индастриал-метал-группы Godflesh из альбома Hymns.
Звучание композиций Jesu в большей степени текстурированное и «выложено» слоями. Музыка коллектива очень эклектична; творчество группы описывают как экспериментальный рок с использованием элементов шугейзинга, хэви-, дроун- и дум-метала, альтернативного и пост-рока, эмбиента, даунтемпо и индастриала. Сам Джастин Бродрик утверждал, что музыку Jesu сложно отнести к каким-либо жанрам или категориям. В то же время Джастин уточнил, что коллектив старается создавать последовательные, чётко структурированные и понятные рядовому слушателю композиции.

## История

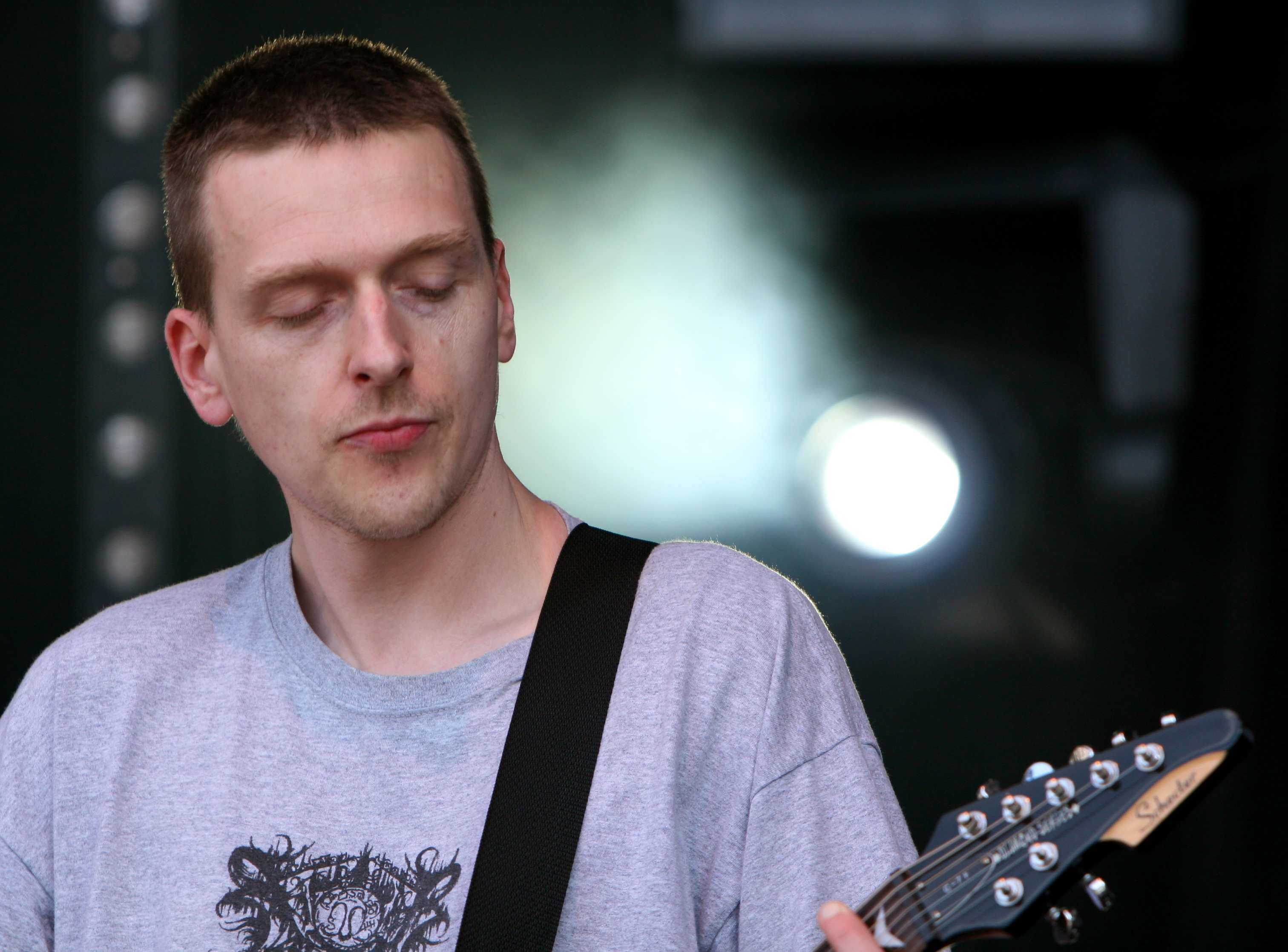
Джастин Бродрик, основатель проекта

О создании нового музыкального коллектива Джастин Бродрик сообщил сразу же после расформирования Godflesh:
В скором будущем мой новый рок-проект Jesu увидит свет. Это ни в коем случае не значит конец моей музыкальной карьеры. Просто окончание одной главы. Бесконечная признательность всем, кто верил и поддерживал Godflesh все эти 14 лет. Вы знаете, кто вы… Да здравствует новая плоть…
Оригинальный текст (англ.)In the near future, my new rock project Jesu will surface. So this is by no means the end of my songwriting/guitar/vocalizing. Simply the end of a chapter. Endless gratitude to all those that have believed in and supported Godflesh throughout the 14 year history. You know who you are… Long live the new flesh…

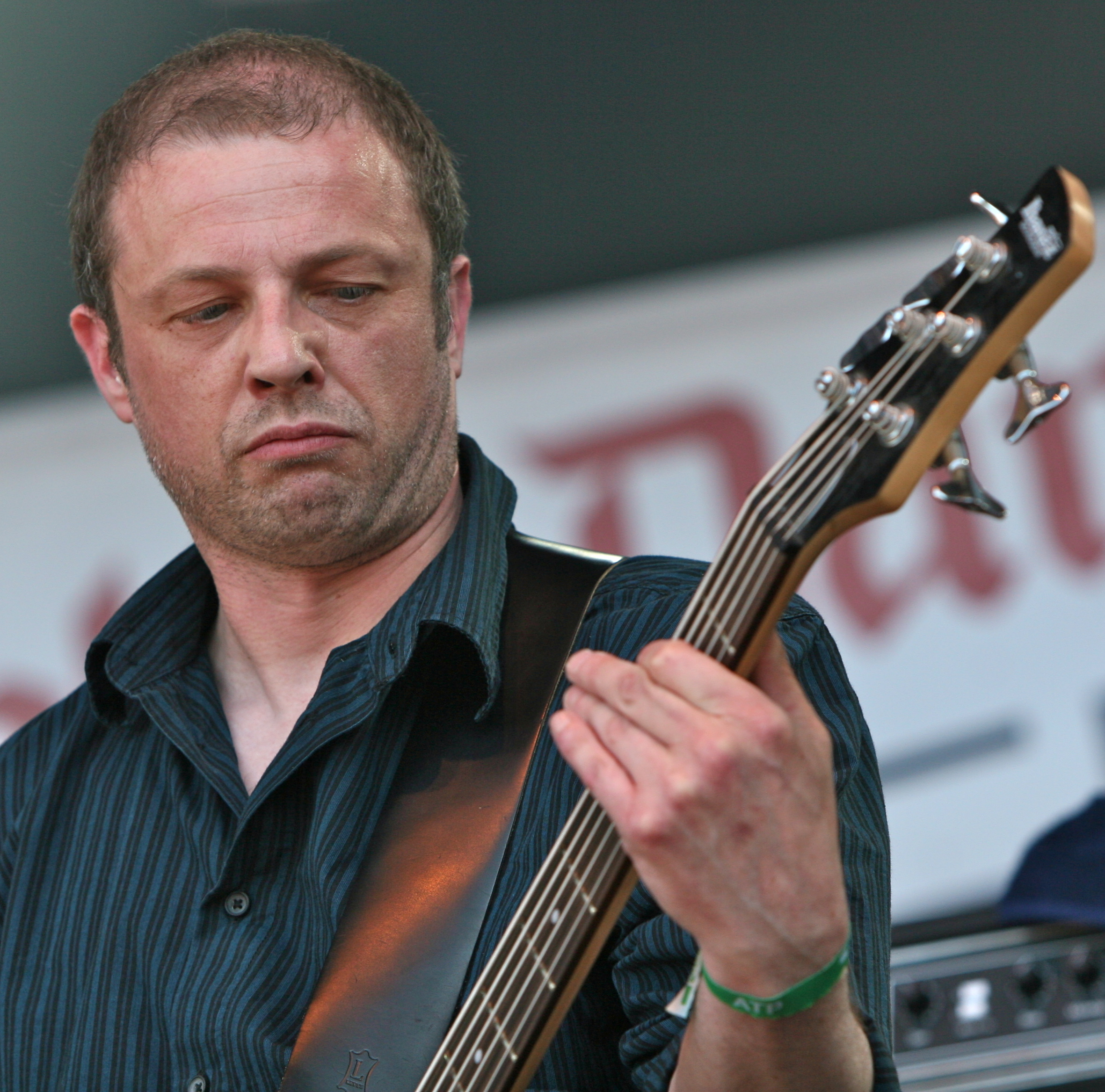
Бас-гитарист Jesu Дайрмуид Дэлтон

Первый релиз проекта EP Heart Ache был выпущен в 2004 году. Над записью Бродрик работал фактически в одиночку. Позже к проекту присоединились Дайрмуид Дэлтон и Тэд Парсонс. В этом составе был записан дебютный полноформатный студийный альбом Jesu. Пластинка получила хвалебные отзывы музыкальных обозревателей. В 2005 году прошли первые концертные выступления Jesu; гастрольный тур был организован по европейским странам.
Вторая полноформатная студийная работа коллектива, получившая название Conqueror, была выпущена в феврале 2007. Звучание Jesu на этом альбоме стало более мягким и мелодичным. Некоторые рецензенты отметили в композициях детали и элементы, позаимствованные у Black Sabbath, Nine Inch Nails, Depeche Mode и My Bloody Valentine. После релиза Conqueror группа провела тур по Великобритании, США, Европе и Японии.
Третья пластинка Infinity, выпущенная в 2009 году, представляла из себя одну композицию длиной в 49 минут. Релиз остался незамеченным общественностью. Однако следующий студийный альбом Ascension, вышедший в мае 2011, вернул группе предрасположенность критиков. Обозреватели сошлись на мнении, что Ascension является лучшей записью Jesu.
Пятый студийный альбом Everyday I Get Closer to the Light from Which I Came, релиз которого состоялся 23 сентября 2013 года, оказался более ориентированным на пост-метал с влияниями электронной музыки, даба и пост-панка. Работу над пластинкой Джастин Бродрик проводил без участия Дэлтона и Парсонса, а помощь в записи оказал струнный оркестр Николы Манзана. Диск получил положительные оценки музыкальных журналистов.

## Участники
| Текущий состав - Джастин Бродрик — вокал, гитара, бас-гитара, программинг, семиструнная электрогитара - Дайрмуид Дэлтон — бас-гитара - Тэд Парсонс — барабаны, перкуссия Гастрольные участники - Дэнни Уолкер — ударные - Дэйв Кокрейн — бас-гитара - Фил Петрочелли — ударные - Родерик Мунир — ударные | Сессионные музыканты - Пол Невилл — дополнительная гитара («Man/Woman», альбом Jesu) - Джарбо — вокал («Storm Comin’ On», Lifeline EP) |

## Дискография
Студийные альбомы
- Jesu (2004)
- Conqueror (2007)
- Infinity (2009)
- Ascension (2011)
- Everyday I Get Closer to the Light from Which I Came (2013)
- Terminus (2020)